# Odontaster validus
Odontaster validus är en sjöstjärneart som beskrevs av Jean Baptiste François René Koehler 1906. Odontaster validus ingår i släktet Odontaster och familjen Odontasteridae. Inga underarter finns listade i Catalogue of Life.